# Еремеев, Тимур Сергеевич
Тиму́р Серге́евич Ереме́ев (род. 17 ноября 1983, Королёв, Московская область) — российский актёр и телеведущий. Получил свою широкую известность летом 2017 года после того, как он в СМИ заявил, что является внебрачным сыном актёра Спартака Мишулина, и впоследствии принимал участие в ток-шоу «Пусть говорят» на телевидении. После того, как он получил широкую известность после участия в программе «Пусть говорят», он работал ведущим в программах «На самом деле», «Семейные тайны» и «У нас все дома».

## Биография
Тимур Еремеев родился 17 ноября 1983 года у матери-одиночки Татьяны Еремеевой. Писал в детстве стихи, учился. Поступил в Щепкинское училище, но был отчислен и вскоре стал студентом ИГУМО.
Еремеев играл в театре, снимался в роли портье, который появился в пятом сезоне сериала «Кухня» и в его продолжении "Отель «Элеон». Также известен участием в съёмках фильма «Звоните ДиКаприо!».
Летом 2017 года Еремеев стал объектом внимания со стороны СМИ после того, как он в интервью журналу «Караван историй» сам заявил о том, что является внебрачным сыном актёра Спартака Мишулина. По словам Еремеева, родители встретились в 1971 году в Вологде, на съёмках фильма «Достояние республики». После его слов предполагаемая сестра Карина Мишулина подала на актёра в суд, назвав Еремеева самозванцем, а скандальное интервью — попыткой пиара. В октябре 2017 года он встретился с Кариной Мишулиной на съёмках передачи «Пусть говорят» и тогда Карина отказалась делать ДНК-тест, однако ведущий Дмитрий Борисов озвучил результаты ДНК-теста: с вероятностью в 99,9999 % Еремеев является биологическим сыном Спартака Мишулина. Скандал вокруг внебрачного сына Спартака Мишулина негативно отразился на карьере его дочери Карины — её уволили из Московского академического театра сатиры.
В 2019 году стал ведущим программы «Семейные тайны» на Первом канале. С марта 2020 по август 2022 года работал ведущим программы «На самом деле» вместо Дмитрия Шепелева. Спустя год после закрытия программы «На самом деле», в августе 2023 года Еремеев стал новым соведущим Леры Кудрявцевой в программе «Звёзды сошлись» на НТВ после того, как продюсер Иосиф Пригожин покинул должность ведущего шоу из-за желания реализовать другие проекты. В начале 2024 года Еремеев стал ведущим программы «За гранью» на НТВ после того, как у Сергея Соседова закончился контракт с НТВ.

## Награды
- Почётная грамота Московской Городской Думы (11 декабря 2024 года) — за заслуги перед городским сообществом[8]